# Mark Hudson
Mark Hudson (23 de agosto de 1951) es un productor musical, músico y compositor residente en Los Ángeles, California, conocido como miembro del grupo The Hudson Brothers. Ha trabajado como compositor y productor de álbumes de artistas como Ringo Starr, Aerosmith, Hanson, Scorpions, Ozzy Osbourne, Cher y Baha Men.

## Biografía

### Con Aerosmith
Hudson coescribiría el tema "Livin' on the Edge", ganador de un premio Grammy, en 1993. Desde entonces, ha escrito para el grupo en torno a 12 canciones. Asimismo, participó en la producción del álbum de 2001 Just Push Play. Hudson, junto a Marti Frederiksen, Steven Tyler y Joe Perry, crearon lo que es conocido como los Boneyard Boys, el colectivo de músicos y compositores responsable de la mayor parte del proceso creativo de Aerosmith.
En 1997, Hudson afianzó la participación de Steven Tyler en el tema "Drift Away", que aparecería en el álbum Vertical Man, de Ringo Starr. Tyler acabaría por desligarse de la participación, pidiendo a Hudson que suprimiera su aportación sobre la base de problemas legales con el sello discográfico. 

### Con Ringo Starr
Desde Vertical Man, Hudson produciría junto a Starr cuatro álbumes del músico: I Wanna Be Santa Claus, Ringo Rama, Choose Love y Liverpool 8. En 2003, formó junto a Ringo un sello discográfico bautizado como Pumkinhead Records. Aun así, el 30 de julio de 2007, Bruce Grakal, colaborador de Ringo en sus últimos álbumes, reveló a la revista Beatlefan (número #141) que la asociación entre Hudson y Starr estaba rota, por lo que no volverían a trabajar de nuevo. Según Grakal, el motivo de dicha ruptura se debió a que Hudson fue sacado de la última gira de Ringo a última hora.
En una entrevista reciente para Beatlefan, Hudson afirmó que su ausencia de la gira All Starr Band de 2006 no fue la razón principal para romper su relación laboral con Ringo, sino su desacuerdo por el excesivo uso de sintetizadores en el reciente álbum de estudio de Ringo, Liverpool 8, a petición de Dave Stewart. Aun así, Mark Hudson participaría en la producción de un lanzamiento posterior a la ruptura con Ringo, Ringo Live at Soundstage, grabado en 2005 junto a The Roundheads en Waukegan, Illinois. 
Starr completaría el último álbum de estudio, iniciado por Hudson, reclutando a Dave Stewart.

### Otros trabajos
En 1986 fue el líder dentro de la empresa del programa de Fox The Late Show Starring Joan Rivers. Ms. Rivers se referiría al grupo como "Mark Hudson, The Party Boys y The The Tramp."
En 1993 compuso la música de la canción "Under the Same Sun" perteneciente a la banda de hard rock Scorpions.
En 1994 se uniría a la compañía de Disney Hollywood Records como compositor y productor de artistas de la talla de Alice Cooper y Aerosmith. 
En 2004 fue recluido por Sharon Osbourne en el Reino Unido para el programa Factor X. Conocido como "Extraña Barba" por el extravagante uso que hace de la misma, entrenó a los finalistas del concurso. En el Reino Unido, es habitualmente confundido con el comediante escocés Billy Connoly, quien también teñía de forma extravagante y artística su barba.
El 5 de mayo de 2006, una composición suya alcanzaría el número 1 en las listas de singles británicas, interpretada por el concursante de Factor X Chico Slimani. Titulada "Chico Time", desplazó a Madonna de lo alto de las listas y ha vendido hasta la fecha cerca de 100.000 copias de su álbum.
A petición de Hudson, Steven Tyler haría una aparición especial en el sencillo de Keith Anderson, publicado en julio de 2006 y producido por Hudson en Nashville.
En 2006, Hudson volvería a asumir su rol de entrenador en la tercera temporada de la vertiente anglosajona de Factor X.
En 2007, Hudson fue invitado a participar en el tercer Canadian Music Week (CMW), uno de los más prestigiosos eventos organizado por la industria musical en el Canadá, exponiendo a más de 500 bandas en 40 escenarios e invitando a expertos de la industria a compartir sus conocimientos en seminarios. Hudson participaría en uno de los seminarios, acompañado de otros compositores como Nile Rodgers, Glen Ballard y Don Was.
El 14 de mayo de 2007, el rotativo The Sun comunicó que Hudson no volvería a ser entrenador vocal en la siguiente temporada de Factor X, alegando como motivo un comentario que enfadó a Dimon Cowell y trasmitida a la ganadora del concurso Leona Lewis, en el que Hudson había admitido que no tenía 'el factor' para conectar con la audiencia.
El 19 de julio de 2007, Hudson ejercería de sustituto de DJ en la estación de radio de Washington BIG 100.3.
Hudson haría su primer concierto en solitario en un espectáculo titulado "Livin' On The Edge" y programado para el 28 de octubre de 2007 en Puck, Doylestown. Mark hablaría sobre su divertida relación con la élite del rock mediante monólogos, anécdotas y música.

## Controversia
Según Los Angeles Times, en marzo de 1995 Hudson fue despedido de su empleo en Disney después de alegaciones de algunas empleadas en que se le tachaba de acoso sexual. El incidente sería también cubierto por la revista Seconds, centrándose asimismo en otros casos dentro del mundo del rock, y por el libro Disney: The Mouse Betrayed, que documenta una de las denuncias de la compositora y productora Danielle Brisebois.

## Vida personal
La hija de Hudson es la compositora y cantante Sarah Hudson. Es también tío de la actriz Kate Hudson y del actor Oliver Hudson.